# 서훈 (후한)
서훈(徐勛, ? ~ ?)은 중국 후한 말의 정치가이다.

## 생애
원소(袁紹)의 밑에서 종사중랑(從事中郞)을 지냈다.
헌제(獻帝)가 장안(長安)을 빠져나와 동쪽으로 향하였을 때, 원소의 모사 저수(沮授)는 헌제를 맞이할 것을 진언하였으나 원소는 듣지 않았다. 이후 조조(曹操)가 헌제를 맞이하여 그의 위상이 크게 올랐고, 원소는 서훈을 사자로 보냈다.
건안(建安) 5년(200년), 조조를 토벌하기로 결심한 원소는 진림(陳琳)으로 하여금 조조를 비난하는 내용의 격문을 돌리도록 하였다. 격문에는 원소가 헌제를 맞이하지 않은 것에 대한 변론이 포함되어 있었는데, 그 내용은 다음과 같다.
"당시 북방에 변고가 있어 전선을 이탈할 수 없었기 때문에, 종사중랑 서훈을 사자로 보내 조조에게 종묘의 보수와 황제 폐하의 경호를 명한 것이다."